# 何重立
何重立（英語：Sammel Ho Chung Lap，1951年1月9日—），前香港唱片公司總經理、唱片監製、填詞人、電台音樂總監及主持。亦在不同報章雜誌撰寫音樂評論文章。他分別於香港華納唱片、博德曼音樂 (香港)、台灣滾石唱片擔任過製作、宣傳及行政管理工作。現時主要主持D100網上電台節目《發燒玩家》。

## 背景

### 早年生活
何重立早年居住在九龍深水埗大埔道和紅磡，自小已受音樂薰陶。他有一妹一弟，胞弟何重恩為香港電台前中文台台長，胞妹何重慧曾是香港電台古典音樂節目主持人。而父親何文競在銀行任職，母親黃玉珊是一名小學教師。何重立在1963年畢業於英華小學弼街舊校，同年入讀英華書院牛津道舊校（1968年中五，與世界童軍委員會主席許宗盛及前財政司司長梁錦松為同屆同學），修讀文科，以地理與英國文學的成績較佳。1969年在該校中六畢業後因誤以為傳理系學科與宗教有關而入讀香港浸會學院傳理系。在校時跟電台節目主持人林旭華及香港電台電視部時事及公共節目組總監胡永杰為同屆同學。何實習期間與同屆同學明偉儀於麗的電視當製作助理，負責為綜藝節目《金玉滿堂》作準備。同期也在香港電台當音樂節目實習主持。他於1973年完成四年制文憑課程後，在通利琴行當上音樂雜誌《音樂與你》編輯，寫過不少樂評。不久轉職香港商業電台，任職記者。後來由電腦台同事李國威介紹加入為文學雜誌《大拇指周報》成為編務成員，負責編輯音樂版。何在商業電台新聞部工作期間，被主管梁天偉安排負責剪輯新聞特輯《一周新聞回顧》。

### 踏足唱片界
直至1975年，佳藝電視新聞部主管潘朝彥錄用何重立當記者兼編輯。同期何重立於香港電台擔任《愛曲夜眠遲》主持。佳藝電視倒閉前，何重立便獲百代唱片推薦加入英文星報，負責音樂雜誌《Young Hong Kong》採編工。1978年香港華納唱片成立，何重立獲前百代唱片高層Paul Ewing聘用，加盟華納音樂集團香港分公司出任推廣部經理，任職其間為公司邀請到曾路得加盟，與翁家齊及周功成合力錄製了曾路得首兩張專輯；後來又負責策劃及製作杜麗莎首張粵語專輯，並開始客串性質為這兩位歌手填寫歌詞。在華納唱片工作時期，曾與林子祥的妻子吳正元及黃柏高（兩人先後出任華納唱片香港區總經理）做同事。此前，何與黃柏高曾於嘉達唱片（Cosdel）從事宣傳銷售事宜。踏入1980年代，何重立轉任唱片營銷工作，之後擔任發展華納電影錄影帶的出版業務；何在華納唱片工作跟黎小田多度合作，二人相當熟稔，獲黎給與更多機會為其華納唱片旗下歌手的作品填詞。
1986年至1990年，何重立離開華納唱片後加入海岸錄影公司，主要向海外推廣李小龍式的功夫錄影帶。其後何重立經朋友介紹轉到太平洋音樂公司，以市場部經理身份幫助發行西洋歌手如惠妮·休斯頓、Air Supply等的唱片，經他策劃推廣的英文歌曲選輯銷售情況非常理想，公司又取得滾石唱片香港代理權，業務蒸蒸日上；後更因為從台灣爭取到《明天會更好》專輯的香港發行權，宣傳效果與銷量成績促使了公司對中文唱片業務的關注，何說服公司老闆Klaus Heyman成立中文唱片公司，他引入當年在寶麗金唱片中文部的陳慧中加盟成立現代唱片（Current Records）。1990年跟鄭經翰、林旭華與潘啟迪合資在銅鑼灣電業城經營唱片舖「Megastore」。礙於營運困難，唱片舖最終只運作了一年多便結業。何於是到百樂門出版，在雷波主編的《星期天周刊》負責音樂版編輯工作。之後當過《黃巴士》總編輯；該雜誌由百樂門出資與《麥嘜、麥兜》故事系列作者謝立文於1996年合辦。及後，何重立音樂人李宗盛邀請他去台灣發展。何重立遂在1996年至1999年加入滾石唱片，以東南亞區業務發展副總裁崗位從事唱片推廣工作。

### 2000年後動向
何重立於2000得到時任行政總裁李進邀請加入英皇娛樂擔任台灣分公司國際市場推廣高級副總裁。2002他加盟鐳射企業任職區域及音樂總監。之後他前赴廣州，為廣東音像城成立發燒天碟俱樂部，主力策劃及發展事宜。何重立在音樂界累積了多年相關經驗。他於2003年自設公司為中國內地音樂機構（廣州桑聚（3G）信息、廣州我能演藝訓練學校、廣東衝擊波音像實業、廣東星外星文化傳播、中國唱片廣州公司、佛山天藝音像等）提供顧問服務。2005年至2010年間他在《亞洲時報》撰寫音樂評論。至2010年加入DBC數碼電台，負責統籌音樂節目及構建音樂庫，2013年出任音樂及生活台台長、音樂總監及節目主持至2016年11月電台結業。2017年開始在D100網上電台無常提供自家製《發燒玩家》節目至今，同時每週在眾新聞的眾說版撰寫音樂專欄「聽歌週記」。另外也曾於2018年主持香港電台社區參與廣播服務節目《音樂能量多面睇》。

### 其他資料
何重立在1999年完成密德薩斯大學學位。而已故填詞人林振強之所以參與香港流行曲作詞過程的契機來自他在1980年代初於「黃與林」廣告公司任職期間，遇上何重立。何聽過林為廣告歌填的歌詞後介紹他為華納唱片的歌手填寫歌詞。

## 填詞作品
- 1981年：杜麗莎《抓緊你的愛》
- 1981年：林嘉寶 《異國情緣》
- 1981年：曾路得《與主在園中》（與何重恩合譯）
- 1981年：曾路得《八百歲》
- 1981年：曾路得《心上人》
- 1981年：曾路得《你又可知我》
- 1981年：曾路得《慈祥盈淚眼》
- 1981年：王愛明《想起童年》
- 1981年：王愛明《勤力幹》
- 1981年：王愛明《心中不再想》
- 1982年：陳潔靈《別》
- 1982年：陳潔靈《風是冷》
- 1983年：張國榮《愛情路裡》
- 1983年：張國榮《片段》
- 1983年：葉德嫻《想你》
- 1983年：梅艷芳《相逢未晚》
- 1983年：杜麗莎《花》
- 1984年：黃鶯鶯《含笑》
- 1984年：葉德嫻《 你留我在此》
- 1985年：盧業瑂《California 我曾嚮往》
- 1987年：陳迪匡《真心為你》
- 1988年：何嘉麗《愛我馨柔》

## 參與節目
- 2007年：誰是飆歌王（總選評判；廣州電視台）
- 2007年：嶺南會客廳（廣州電視台）[12]

## 外部連結
- 眾說 何重立 （页面存档备份，存于）